# Kvindekaravanen
Kvindekaravanen er en dansk dokumentarfilm fra 1977 instrueret af Anny Nilsson.

## Handling
Om Kvindekaravanen, der i sommeren 1975 drog fra København landet rundt for at skabe bedre kontakt mellem grupper i Rødstrømpebevægelsen i de forskellige byer og fortælle alle kvinder om kvindebevægelsen. Vi ser glimt fra teaterstykker, den lokale introduktion og diskussioner om kvindegruppers problemer i mindre byer.
Filmen er produceret på Filmværkstedet.